# Rafer Johnson
Rafer Lewis Johnson (ur. 18 sierpnia 1934 w Hillsboro, w Teksasie, zm. 2 grudnia 2020 w Sherman Oaks) – amerykański lekkoatleta, wieloboista, mistrz i wicemistrz olimpijski.

## Życiorys
Był Afroamerykaninem. Urodził się w Hillsboro, ale w wieku 9 lat przeprowadził się do Kingsburg w Kalifornii. W szkole średniej uprawiał futbol amerykański, koszykówkę i baseball, później jednak skoncentrował się na lekkiej atletyce. W 1954 po raz pierwszy wystąpił w dziesięcioboju, który stał się jego koronną konkurencją. Był wtedy na pierwszym roku UCLA. 11 czerwca 1955 poprawił rekord świata w dziesięcioboju, który przetrwał do 1958. Zwyciężył w igrzyskach panamerykańskich w 1955 w Meksyku.
Zakwalifikował się na igrzyska olimpijskie w 1956 w Melbourne w dziesięcioboju i w skoku w dal. Doznał kontuzji i nie wystartował w skoku w dal, ale w dziesięcioboju mimo to zdobył srebrny medal za swym rodakiem Miltem Campbellem. Była to ostatnia porażka Johnsona w dziesięcioboju.
W latach 1957 i 1959 nie startował z powodu kontuzji, ale w 1958 i 1960 poprawiał rekord świata, który w międzyczasie dwukrotnie tracił na rzecz Wasilija Kuzniecowa z ZSRR. Zdobywał również w tych latach mistrzostwo Stanów Zjednoczonych (AAU).
Na igrzyskach olimpijskich w 1960 w Rzymie zdobył złoty medal po dramatycznej walce z Yangiem Chuan-kwangiem z Tajwanu. Ustanowił wówczas rekord olimpijski.
Po igrzyskach wycofał się z wyczynowego uprawiania lekkoatletyki. Wystąpił w kilku filmach, był komentatorem sportowym. Wspierał kampanię prezydencką Roberta Kennedy’ego w 1968 i był obecny przy jego zabójstwie. Był jednym z ludzi, którzy obezwładnili zabójcę, Sirhana Sirhana. Podczas ceremonii otwarcia igrzysk olimpijskich w 1984 w Los Angeles zapalił znicz olimpijski.
Johnson był uhonorowany wieloma prestiżowymi nagrodami. W 1958 został ogłoszony "sportowcem roku" przez Sports Illustrated, a w 1960 otrzymał nagrodę im. Jamesa E. Sullivana dla najlepszego sportowca amatorskiego Stanów Zjednoczonych oraz został Lekkoatletą Roku miesięcznika Track & Field News.

## Rodzina
Córka Johnsona Jenny Johnson Jordan była siatkarką plażową, wicemistrzynią świata w tej dyscyplinie w 1999 i uczestniczką igrzysk olimpijskich w 2000 w Sydney.